# Kamienna Góra
Kamienna Góra là một thị trấn thuộc hạt Kamienna Góra, tỉnh Silesian Hạ, phía tây nam Ba Lan. Từ năm 1975 - 1998, thị trấn nằm trong tỉnh Jelenia Góra trước đây, kể từ năm 1999 đến nay, nó thuộc quyền quản lý của tỉnh Silesian Hạ. Thị trấn có diện tích 17,97 km². Tính đến năm 2006, dân số của thị trấn là 21.440 người với mật độ 1.200 người/km².
Kamienna Góra nằm trên sông Bóbr giữa Núi Đá và Rudawy Janowickie dọc tuyến đường thương mại cũ chạy từ Silesian đến Prague, ngày nay là một phần của Quốc lộ 5. Thị trấn cách thủ đô Wrocław khoảng 95 km về phía tây nam.

## Lịch sử

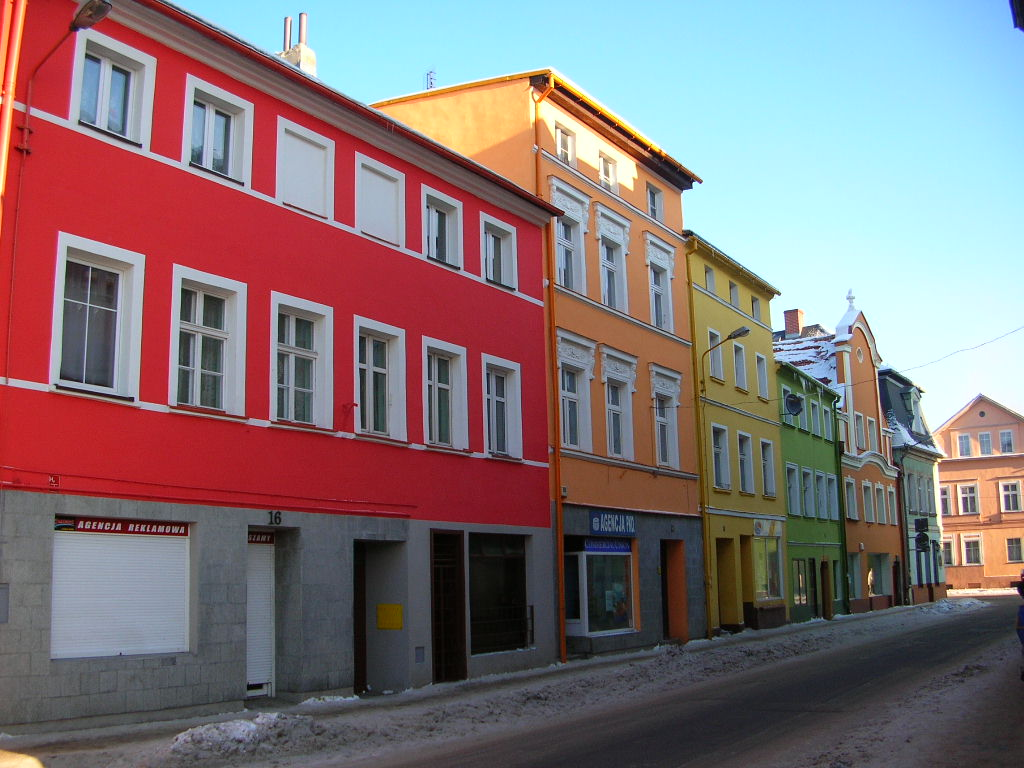
Phố cổ vào mùa đông

Vào năm 1254, Công tước Bolesław II the Bald Piast của Legnica đã trao khu vực này cho tu viện Benedictine của Opatovice (ở phía đông Bohemia). Năm 1289, tu viện được truyền lại cho người Xitô và khi đó Kamienna Góra được Công tước Bolko I the Strict của Świdnica mua lại. Năm 1334, Kamienna Góra được trao đặc quyền thị trấn bởi Công tước Bolko II the Small. Tuy nhiên, vào năm 1368, Bolko II đã bị giết chết trong trận chiến với Bohemia. Năm 1426, thị trấn bị thiêu rụi trong chiến dịch Hussite ở Silesian.
Vào năm 1742, sau khi Vua Frederick II của Phổ chiếm được Silesian, một đối thủ khác là Maria Theresa của Áo đã quay trở lại tranh giành khu vực Silesian với Phổ. Năm 1760, quân đội Áo dưới sự chỉ huy của nguyên soái Laudon đã chiếm được tỉnh này. Sau Chiến tranh thế giới lần thứ hai, khu vực này được khôi phục lại Ba Lan.

## Những nhân vật nổi tiếng xuất thân từ thị trấn
- Walter Arndt (1891 - 1944) - nhà động vật học
- Gosia Dobrowolska (sinh năm 1958) - nữ diễn viên
- Rudolf Hamburger (1903 - 1980) - kiến trúc sư
- Viktor Hamburger (1900 - 2001) - nhà sinh vật học
- Carl Gotthard Langhans (1732 - 1808) - kiến trúc sư, nhà thiết kế Cổng Brandenburg

## Bộ sưu tập

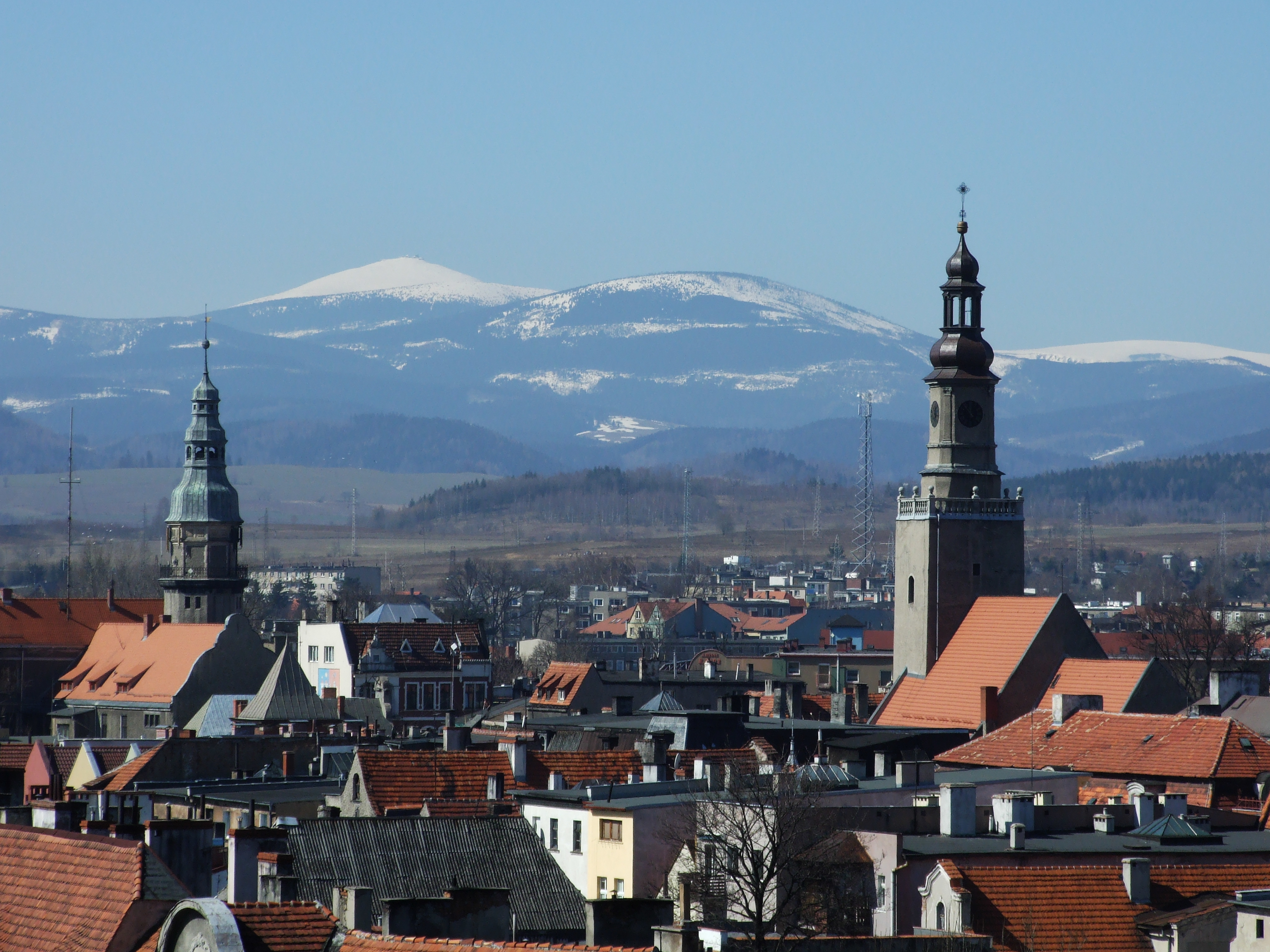
Kamienna Góra nhìn từ Đồi Zamkowa
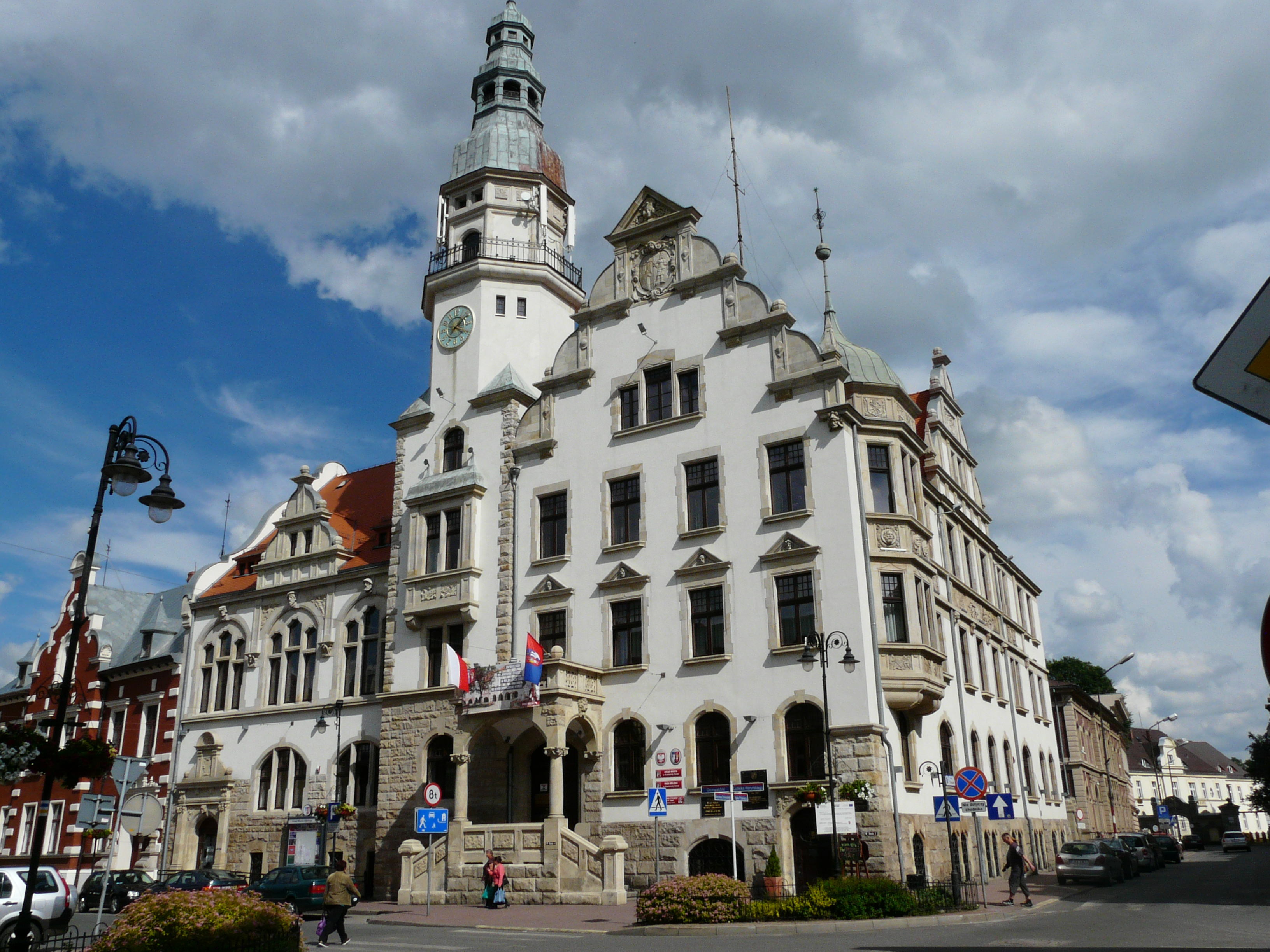
Toà thị chính
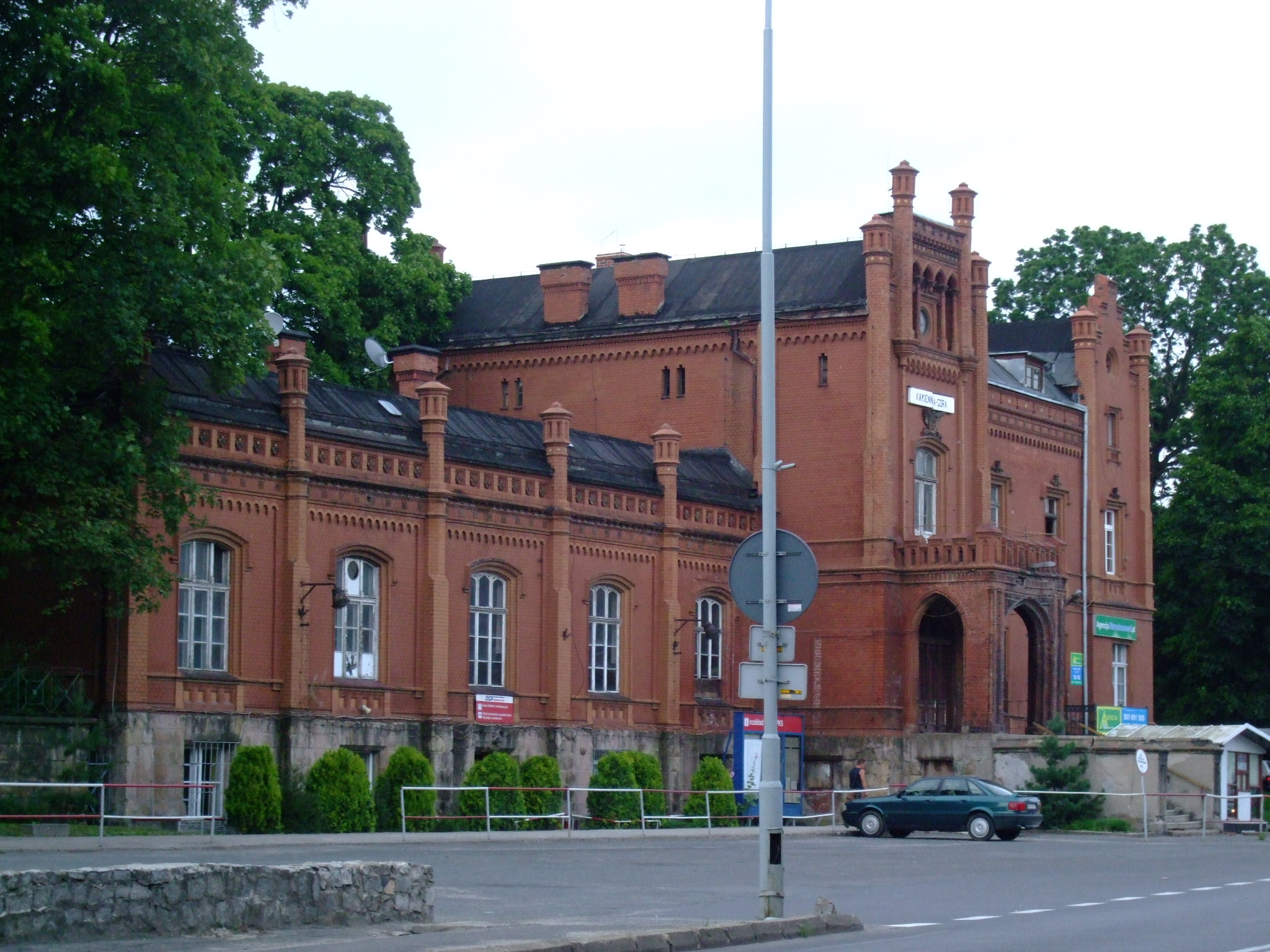
Nhà ga
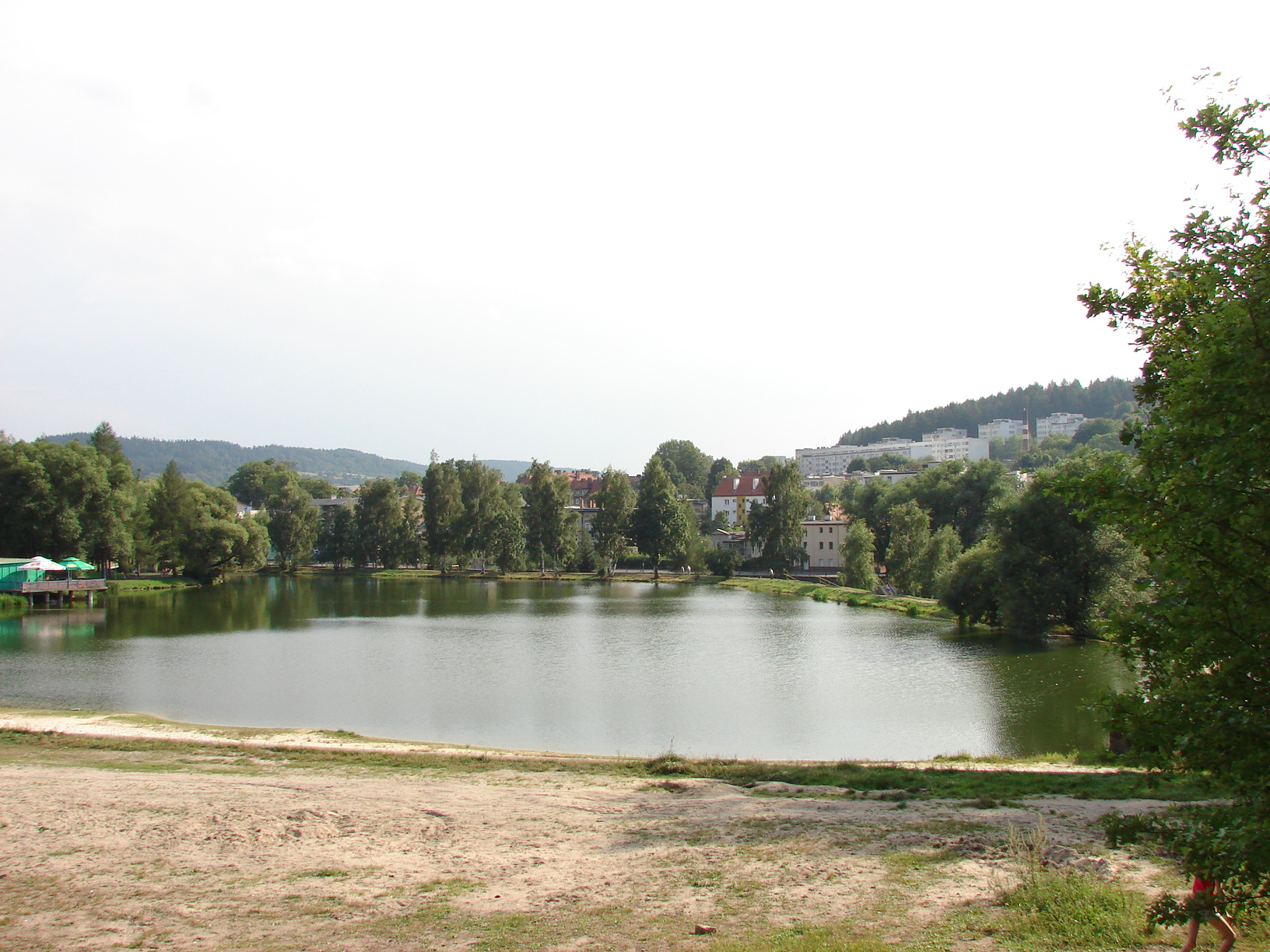
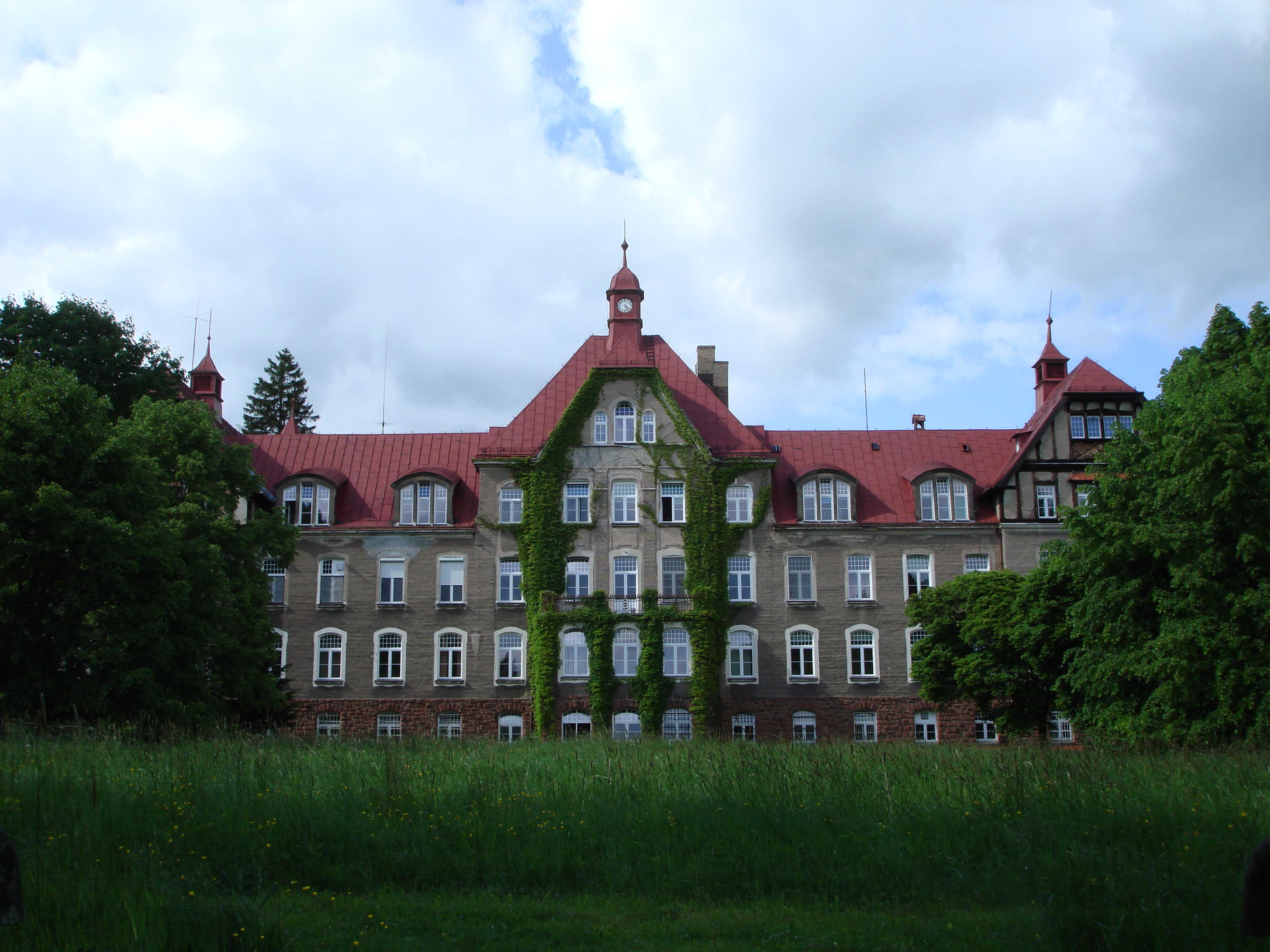
Bệnh viện
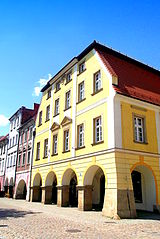
Bảo tàng
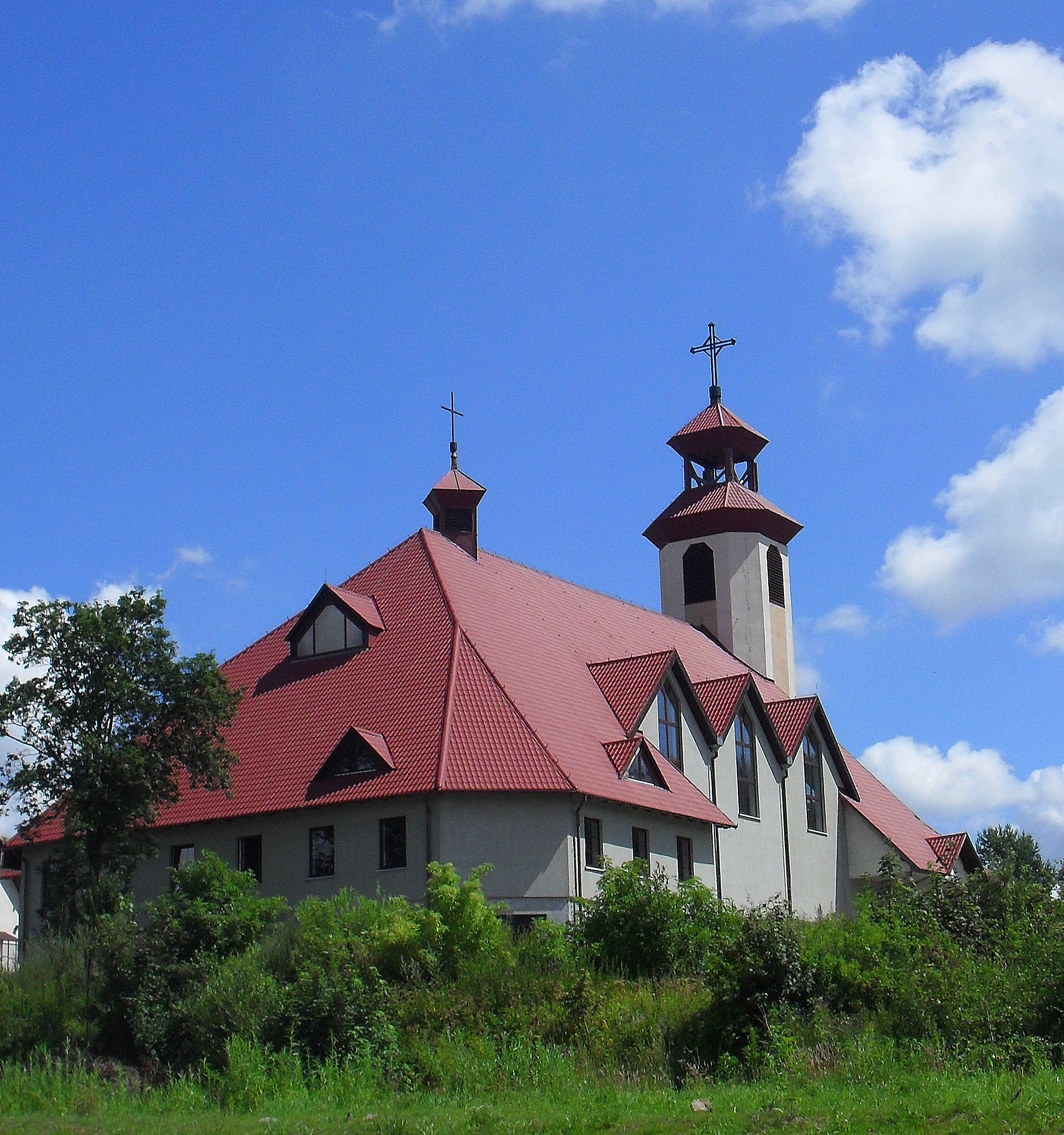
Nhà thờ Sacred Heart
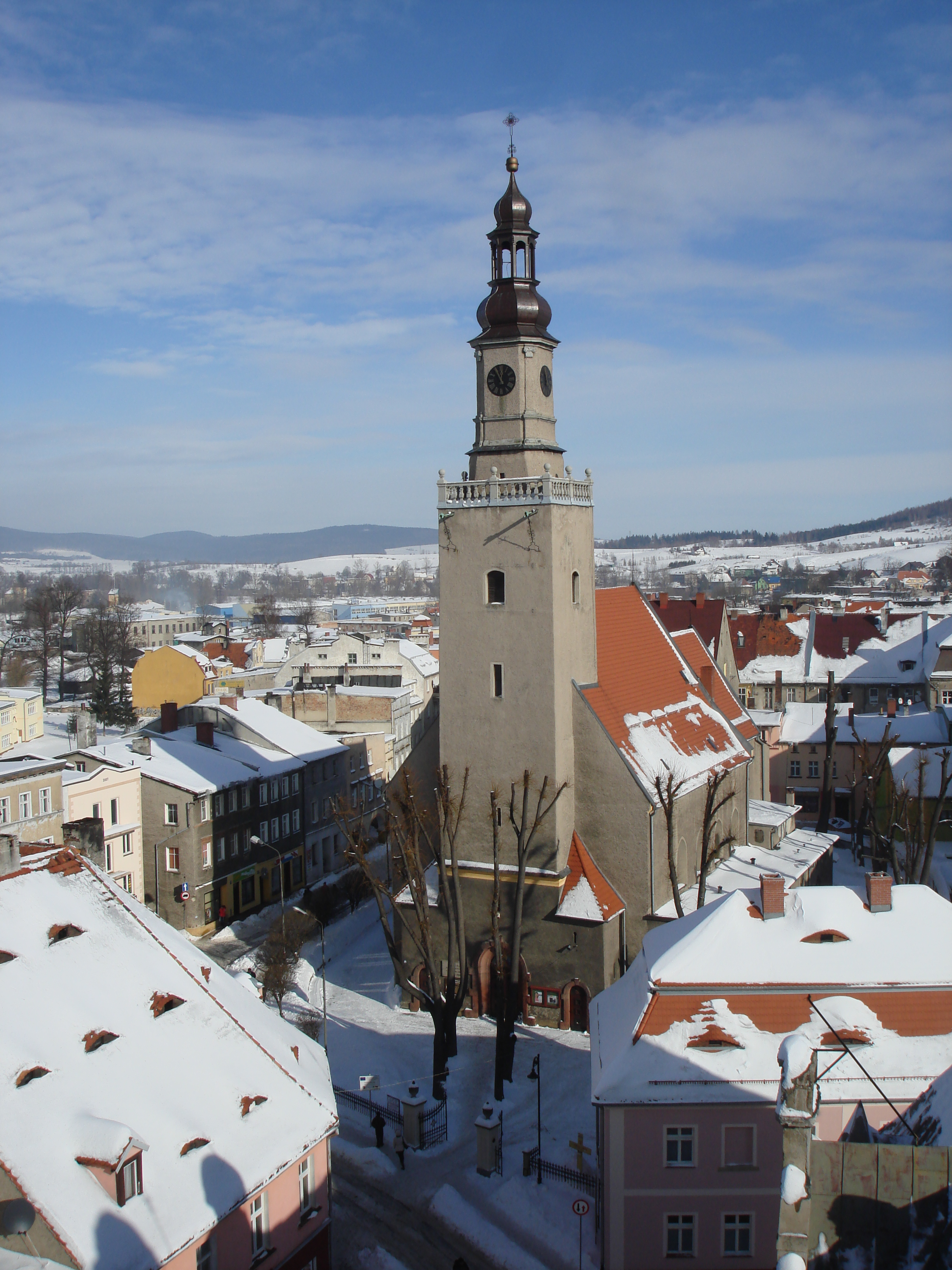
Nhà thờ Thánh Peter und Paul
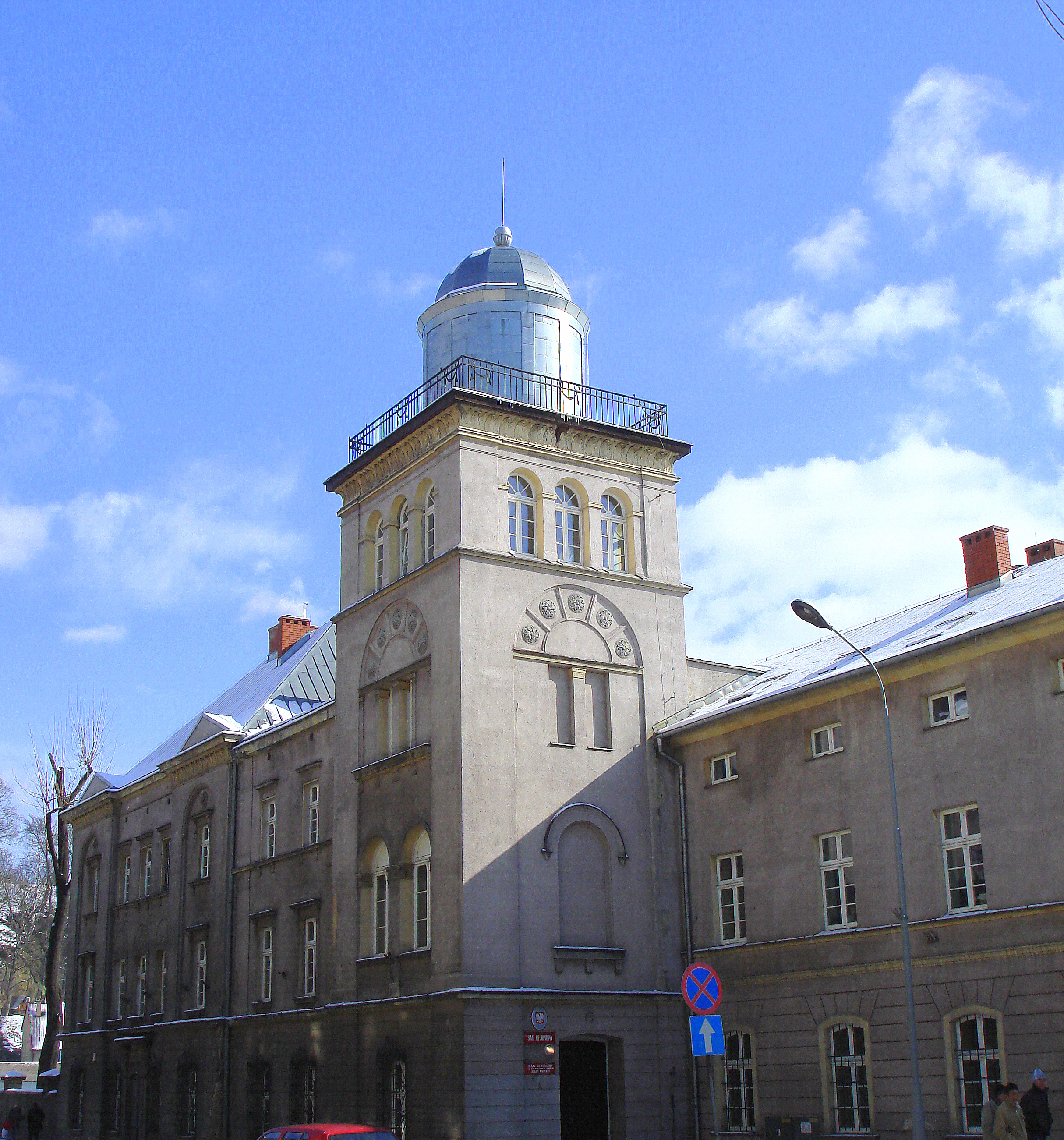
Toà án
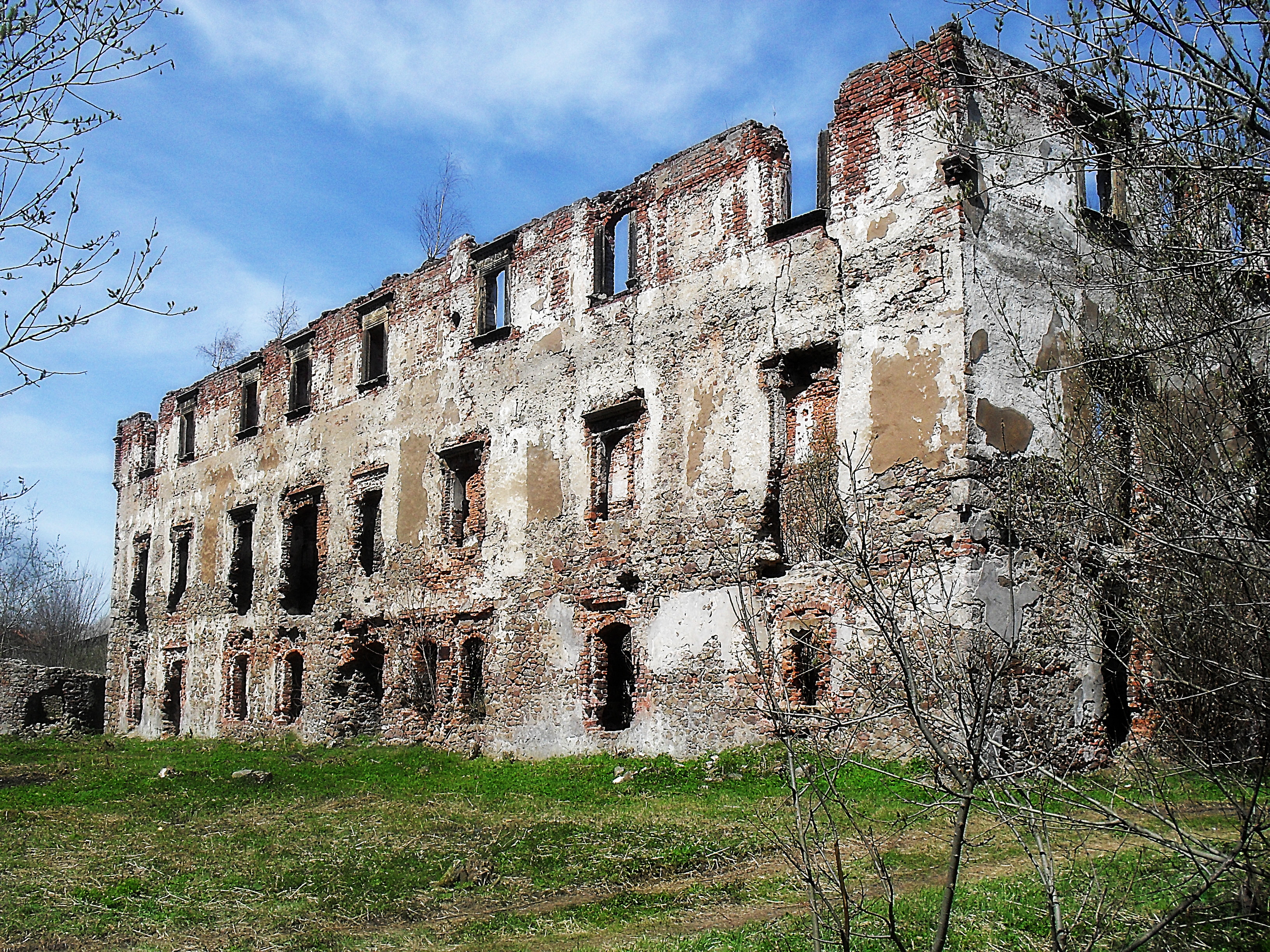
Lâu đài cổ
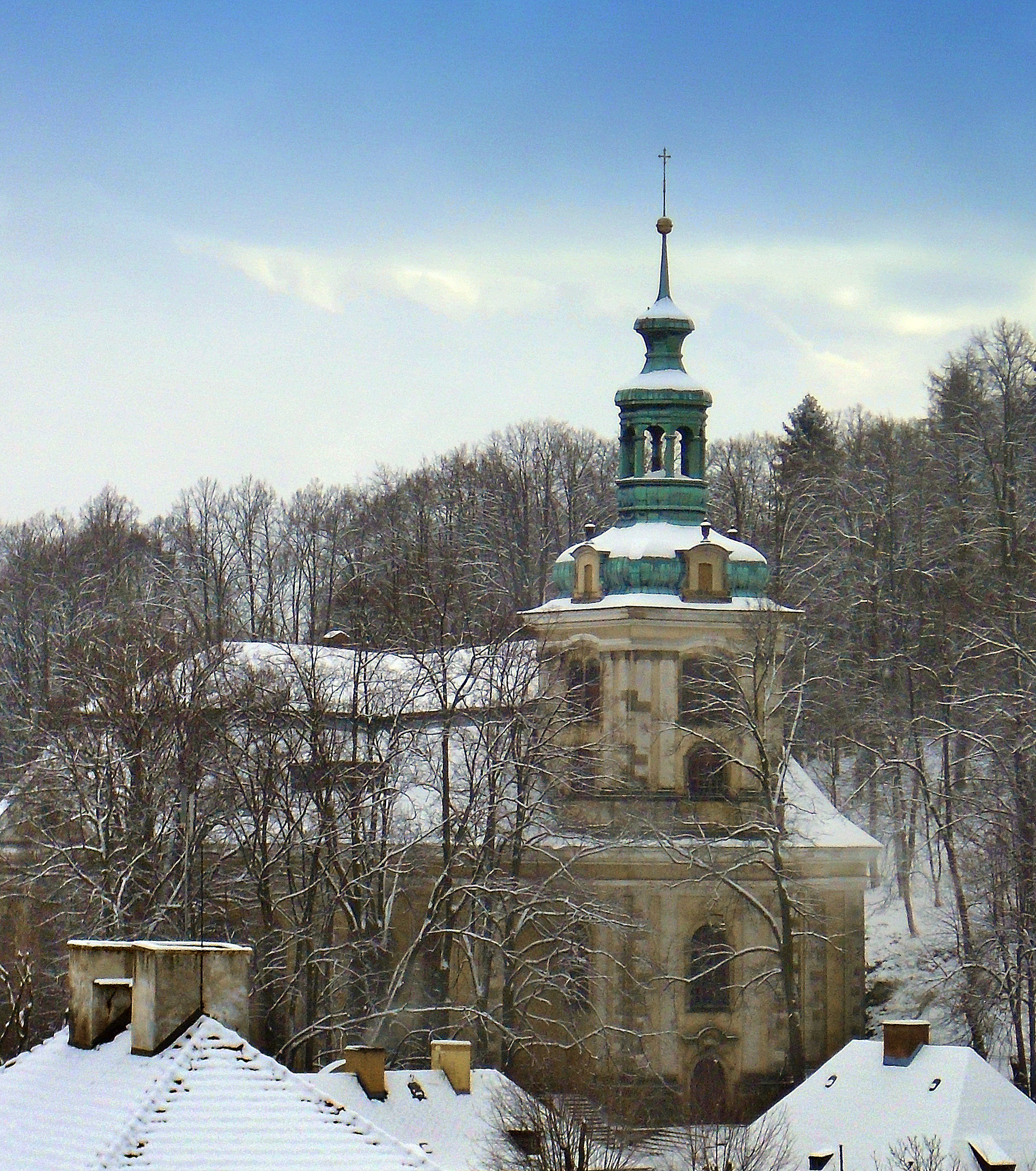
Nhà thờ Đức mẹ Rosary
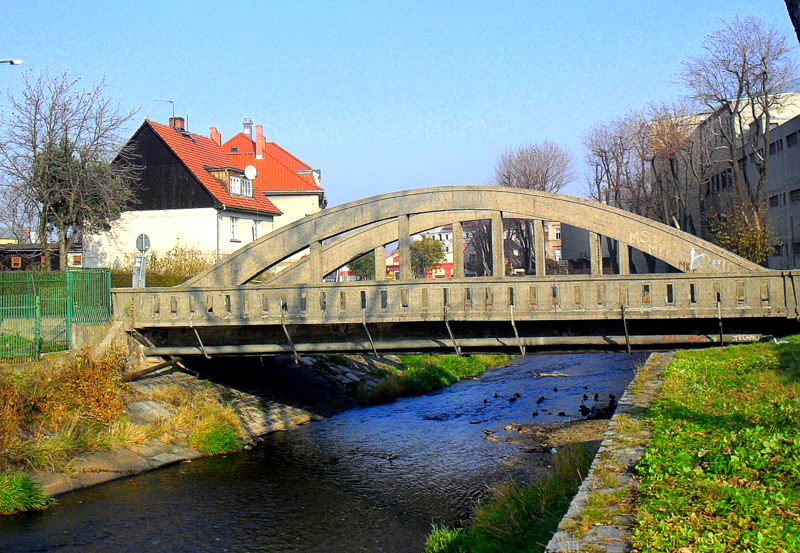
Cây cầu bắc qua sông Bóbr

## Liên kết ngoại
- Trang web chính thức của thị trấn
- Cộng đồng Do Thái ở Kamienna Góra trên Virtual Shtetl
- Ảnh vệ tinh từ Google Maps
- Tin tức từ khu vực địa phương